# Élections municipales de 1995 dans l'Aisne
Les élections municipales françaises de 1995 ont eu lieu les 11 et 18 juin 1995. Le département de l'Aisne comptait 816 communes, dont 14 de plus de 3 500 habitants où les conseillers municipaux étaient élus selon un scrutin de liste avec représentation proportionnelle.

## Maires élus
Les maires élus à la suite des élections municipales dans les communes de plus de 3 500 habitants sont :
| Communes             | Population | Maire sortant       | Parti | Parti | Maire élu             | Parti | Parti |
| -------------------- | ---------- | ------------------- | ----- | ----- | --------------------- | ----- | ----- |
| Saint-Quentin        | 60 644     | Daniel Le Meur      |       | PCF   | Pierre André          |       | RPR   |
| Soissons             | 29 829     | Bernard Lefranc     |       | PS    | Emmanuelle Bouquillon |       | UDF   |
| Laon                 | 26 490     | Jean-Claude Lamant  |       | RPR   | Jean-Claude Lamant    |       | RPR   |
| Château-Thierry      | 15 312     | Dominique Jourdain  |       | PS    | Dominique Jourdain    |       | PS    |
| Chauny               | 12 926     | Marcel Lalonde      |       | DVD   | Marcel Lalonde        |       | DVD   |
| Tergnier             | 11 698     | Jacques Desallangre |       | PS    | Jacques Desallangre   |       | PS    |
| Hirson               | 10 173     | Georges Lapeyrie    |       | RPR   | Jean-Jacques Thomas   |       | PS    |
| Villers-Cotterêts    | 8 867      | Georges Bouaziz     |       | PS    | Georges Bouaziz       |       | PS    |
| Bohain-en-Vermandois | 6 955      | Yvan Rojo           |       | IDG   | Yvan Rojo             |       | IDG   |
| Gauchy               | 5 736      | Serge Monfourny     |       | IDG   | Serge Monfourny       |       | IDG   |
| Guise                | 5 976      | Daniel Cuvelier     |       | PS    | Daniel Cuvelier       |       | PS    |
| Belleu               | 4 083      |                     |       | DVG   |                       |       | DVG   |
| Saint-Michel         | 3 783      | Thierry Verdavaine  |       | PS    | Thierry Verdavaine    |       | PS    |
| Fresnoy-le-Grand     | 3 581      | Henri Van Maele     |       | UDF   | Roland Vauquieres     |       | DVD   |

### Résultats en nombre de maires
| Partis       | Partis                             | Maires sortants | Maires élus | Évolution     |
| ------------ | ---------------------------------- | --------------- | ----------- | ------------- |
|              | Parti socialiste                   | 6               | 6           | en stagnation |
|              | Initiative démocratique de gauche  | 2               | 2           | en stagnation |
|              | Divers gauche                      | 1               | 1           | en stagnation |
|              | Parti communiste français          | 1               | 0           | 1             |
| Total gauche | Total gauche                       | 10              | 9           | 1             |
|              | Rassemblement pour la République   | 2               | 2           | en stagnation |
|              | Divers droite                      | 1               | 2           | 1             |
|              | Union pour la démocratie française | 1               | 1           | en stagnation |
| Total droite | Total droite                       | 4               | 5           | 1             |
| Total        | Total                              | 14              | 14          | -             |

## Résultats dans les communes de plus de3 000 habitants

### Laon
- Maire sortant : Jean-Claude Lamant (RPR), réélu.

| Candidat        | Candidat            | Parti                       | Premier tour | Premier tour | Premier tour | Second tour | Second tour | Sièges                        | Sièges |
| Candidat        | Candidat            | Parti                       | Voix         | %            | +/-          | Voix        | %           | -                             | +/-    |
| --------------- | ------------------- | --------------------------- | ------------ | ------------ | ------------ | ----------- | ----------- | ----------------------------- | ------ |
|                 | Jean-Claude Lamant* | RPR-UDF                     | 4 344        | 41,78        | 7,6          | 5 608       | 50,50       | 27 (13 DVD, 8 RPR, 6 UDF)     | 0      |
|                 | René Dosière        | Union de la gauche (PS-PCF) | 3 587        | 34,50        | 4,4          | 5 496       | 49,50       | 8 (4 PS, 2 MDC, 1 PCF, 1 DVG) | 1      |
|                 | Michel Vignal       | MDC                         | 1 812        | 17,43        | Nv           | 5 496       | 49,50       | 8 (4 PS, 2 MDC, 1 PCF, 1 DVG) | 1      |
|                 | Michel Saleck       | FN                          | 652          | 6,27         | Nv           |             |             |                               |        |
|                 |                     |                             |              |              |              |             |             |                               |        |
| Exprimés        | Exprimés            | Exprimés                    | 10 395       | 97,72        |              | 11 104      | 96,72       |                               |        |
| Blancs et nuls  | Blancs et nuls      | Blancs et nuls              | 242          | 2,28         | 376          | 3,28        |             |                               |        |
| Total           | Total               | Total                       | 10 637       | 65,13        | -            | 11 480      | 70,29       |                               |        |
| Abstention      | Abstention          | Abstention                  | 5 695        | 34,87        |              | 4 852       | 29,71       |                               |        |
| Inscrits        | Inscrits            | Inscrits                    | 16 332       | 100,00       | 16 332       | 100,00      |             |                               |        |
| * maire sortant |                     |                             |              |              |              |             |             |                               |        |

### Saint-Quentin
- Maire sortant : Daniel Le Meur (PCF).
- Maire élu : Pierre André (RPR).

| Candidat        | Candidat        | Parti          | Premier tour | Premier tour | Premier tour | Second tour | Second tour | Sièges                      | Sièges |
| Candidat        | Candidat        | Parti          | Voix         | %            | +/-          | Voix        | %           | -                           | +/-    |
| --------------- | --------------- | -------------- | ------------ | ------------ | ------------ | ----------- | ----------- | --------------------------- | ------ |
|                 | Pierre André    | RPR-UDF        | 10 168       | 42,72        | 5,9          | 14 615      | 57,32       | 39 (14 RPR, 14 UDF, 11 DVD) | 28     |
|                 | Daniel Le Meur* | PCF-PRG-PSdiss | 7 225        | 30,36        | 13,9         | 10 882      | 42,68       | 10 (4 PCF, 4 DVG, 2 PRG)    | 28     |
|                 | Maurice Vatin   | PS             | 3 165        | 13,30        | Nv           | Retrait     | Retrait     |                             |        |
|                 | François Piquet | FN             | 2 338        | 9,82         | 4,1          |             |             |                             |        |
|                 | Daniel Huriez   | LO             | 706          | 2,97         | Nv           |             |             |                             |        |
|                 | M. Nassiri      | Divers         | 198          | 0,83         | Nv           |             |             |                             |        |
|                 |                 |                |              |              |              |             |             |                             |        |
| Exprimés        | Exprimés        | Exprimés       | 23 800       | 97,47        |              | 25 497      | 95,93       |                             |        |
| Blancs et nuls  | Blancs et nuls  | Blancs et nuls | 617          | 2,53         | 1 083        | 4,07        |             |                             |        |
| Total           | Total           | Total          | 24 417       | 65,29        | -            | 26 580      | 71,08       |                             |        |
| Abstention      | Abstention      | Abstention     | 12 980       | 34,71        |              | 10 817      | 28,92       |                             |        |
| Inscrits        | Inscrits        | Inscrits       | 37 397       | 100,00       | 37 397       | 100,00      |             |                             |        |
| * maire sortant |                 |                |              |              |              |             |             |                             |        |

### Soissons
- Maire sortant : Bernard Lefranc (PS).
- Mairesse élue : Emmanuelle Bouquillon (UDF).

| Candidat        | Candidat                | Parti          | Premier tour | Premier tour | Premier tour | Second tour | Second tour | Sièges                    | Sièges |
| Candidat        | Candidat                | Parti          | Voix         | %            | +/-          | Voix        | %           | -                         | +/-    |
| --------------- | ----------------------- | -------------- | ------------ | ------------ | ------------ | ----------- | ----------- | ------------------------- | ------ |
|                 | Emmanuelle Bouquillon   | UDF-RPR        | 4 487        | 44,12        | 1,7          | 5 276       | 48,41       | 27 (19 DVD, 4 RPR, 4 UDF) | 19     |
|                 | Bernard Lefranc*        | PS             | 3 403        | 33,46        | 20,7         | 4 725       | 43,35       | 7 (4 PS, 2 PCF, 1 PRG)    | 20     |
|                 | Michel Debacq           | PCF            | 1 171        | 11,51        | Nv           | 4 725       | 43,35       | 7 (4 PS, 2 PCF, 1 PRG)    | 20     |
|                 | Wallerand de Saint-Just | FN             | 1 108        | 10,89        | Nv           | 897         | 8,23        | 1                         | 1      |
|                 |                         |                |              |              |              |             |             |                           |        |
| Exprimés        | Exprimés                | Exprimés       | 10 169       | 96,91        |              | 10 898      | 97,36       |                           |        |
| Blancs et nuls  | Blancs et nuls          | Blancs et nuls | 324          | 3,09         | 296          | 2,64        |             |                           |        |
| Total           | Total                   | Total          | 10 493       | 63,73        | -            | 11 194      | 67,99       |                           |        |
| Abstention      | Abstention              | Abstention     | 5 972        | 36,27        |              | 5 271       | 32,01       |                           |        |
| Inscrits        | Inscrits                | Inscrits       | 16 465       | 100,00       | 16 465       | 100,00      |             |                           |        |
| * maire sortant |                         |                |              |              |              |             |             |                           |        |